# Formación Huayacocotla
La Formación Huayacocotla es una formación geológica mexicana . En ella se pueden encontrar fósiles que datan del período Jurásico .